# Museo de Artes y Artesanías Enrique Estrada Bello
El Museo de Artes y Artesanías Enrique Estrada Bello es un museo de bellas artes ubicado en la ciudad de Santo Tomé e inaugurado oficialmente el 14 de agosto de 1969. Comparte, junto al Museo Histórico y Archivo Municipal Andrés Atilio Roverando, la llamada Casa de los Museos.
Recibió este nombre en 1977, en honor a Enrique Estrada Bello, como homenaje al reconocido artista plástico santafesino en reconocimiento al aporte en favor de la pintura y de la docencia que el realizó.

## Obras
En el museo se exponen obras de artistas plásticos regionales contemporáneos. Se pueden observar obras de Mario Gargatagli, Zapata Gollán, Francisco Puccinelli, Estrada Bello, Salomone, Shada, Welschen, Ruscitti, Fernández Navarro, Sedlacek, Favaretto Forner, Renk, Taverna Irigoyen, Lazzarini y los locales Gigena, Alissio, Migdal, Gímenez, Lamouret, Mailler, Fernández de Gasparotti, Garrote y Pertov, entre otros.

## Servicios
Los servicios que presta el museo son: 
- Visitas guiadas al Museo
- Organización de ferias artesanales
- Difusión de certámenes Nacionales o Provinciales
- Salones
- Encuentros de clubes pintores
- Conferencias
- Audiovisuales
- Muestras itinerante o conjuntas
- Difusión para cuidado y mantenimiento de obras de artes emplazadas la ciudad